# Journée mondiale des sourds
 (mars 2014).
Si vous disposez d'ouvrages ou d'articles de référence ou si vous connaissez des sites web de qualité traitant du thème abordé ici, merci de compléter l'article en donnant les références utiles à sa vérifiabilité et en les liant à la section « Notes et références ».
Pour les articles homonymes, voir JMS.
La Journée mondiale des sourds (qui est souvent abrégée en JMS, et s'appelle International Day of the Deaf en anglais) est une journée internationale consacrée à la sensibilisation sur la surdité et la présentation de la culture sourde dont la langue des signes, fixée au dernier samedi du mois de septembre de chaque année par la Fédération mondiale des sourds depuis 1958. Au départ, il s'agissait d'un jour de manifestation isolé, mais il est devenu le point culminant d'une semaine de manifestations, la Semaine mondiale des sourds.
Elle est également appelée « Fierté Sourde » en référence au « Deaf Pride » aux États-Unis.
Parallèlement, l'ONU a adopté le 23 septembre pour la journée internationale des langues des signes (en) et l'OMS, le 3 mars pour la journée mondiale de l'audition.

## Histoire

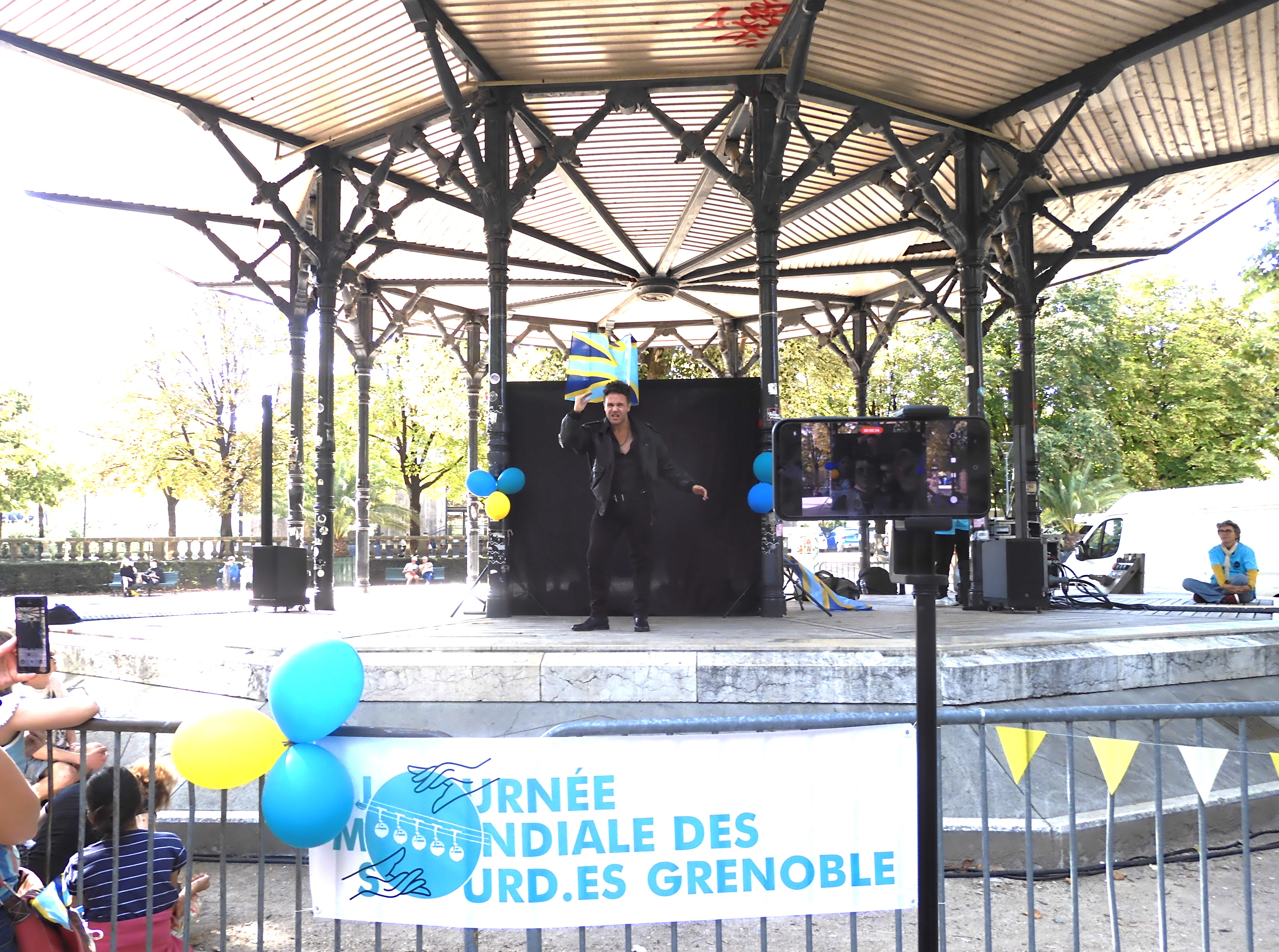
Festival de chansigne à la Journée mondiale des sourds (Grenoble 2024).

Créée le 28 septembre 1958 par la Fédération mondiale des sourds à Rome (Italie), la Journée mondiale des sourds, à l'origine baptisée la « Journée mondiale de la surdité » est reconnue en 1959 par l'Organisation des Nations unies.
La Fédération mondiale des Sourds recommande à toutes les associations nationales membres d'organiser la journée mondiale des sourds et de la surdité dans la dernière semaine ou le dernier samedi du mois de septembre, en l'honneur du 1er Congrès mondial de la fédération mondiale des sourds créé le 23 septembre 1951 à Rome.

### Objectif
Le but est de faire découvrir au public français la culture sourde et l'y sensibiliser, car la surdité et la culture sourde sont toujours et encore méconnues.

### Manifestation et stand
Comme les autres pays, les associations locales françaises organisent les manifestations ou/et les stands un des deux derniers samedis du mois de septembre ou le 1er samedi du mois d'octobre pour éviter des dates avec les événements culturels ou sportifs des sourds. Quelques associations transforment la Journée mondiale des sourds en « semaine mondiale des sourds » comme l'association toulousain ou l'association nationale des sourds du Gabon.

### Logo francophone
Paul Cortvriend, ancien secrétaire sourd belge du Conseil d’Administration de la Fédération francophone des sourds de Belgique (FFSB), met à jour, en 1998, le logo de la Journée mondiale des Sourds.

## Manifestations

### Amérique
- États-Unis, leurs journées s'intitulent International Week of the Deaf (litt., « Semaine internationale des Sourds ») qui, chaque année, démarre en dernière semaine du septembre[13].
- Canada, la Semaine Mondiale des Sourds est organisée lors de la dernière semaine de septembre[14].

### Europe
- France, JMS ainsi que la « Journée Internationale des langues des signes » qui se déroulent le dernier samedi de septembre.
- Italie, Giornata mondiale del sordo s'organisant comme la France ;
- Portugal, Dia mundial do surdo ayant lieu un dimanche de la dernière semaine de septembre[15]